# 絕對多數
绝对多数（英語：Supermajority）是指一项提案需要获得超过简单多数（一半以上）的特定支持水平的要求。在民主制度中，绝对多数规则可以帮助防止多数人削弱少数人的基本权利，但在需要采取行动时，它也可能阻碍应对问题的努力，并可能导致妥协腐败的情况。对宪法的修改，尤其是那些带有固有条款的宪法，通常需要立法机关的绝对多数支持。在合议性团体的议事程序中，任何可能改变少数人权利的议案都需要绝对多数要求，例如三分之二的投票。在共识民主中，绝对多数规则在大多数情况下都会被应用。